# 8700 Gevaert
8700 Gevaert è un asteroide della fascia principale. Scoperto nel 1993, presenta un'orbita caratterizzata da un semiasse maggiore pari a 3,1867026 UA e da un'eccentricità di 0,1583966, inclinata di 1,04798° rispetto all'eclittica.